# Lingzhao Xincun
Lingzhao Xincun (chiń. 凌兆新村站) – stacja metra w Szanghaju, na linii 8. Zlokalizowana jest pomiędzy stacjami Dongfang Tiyu Zhongxin i Luheng Lu. Została otwarta 5 lipca 2009.